# Penelopides
Penelopides é um gênero de aves da família Bucerotidae.
As seguintes cinco espécies são reconhecidas:
- Calau-pequeno-das-filipinas, (ou calau-de-lução) Penelopides manillae (Boddaert, 1783)
- Calau-pequeno-de-mindoro, (ou calau-de-mindoro) Penelopides mindorensis Steere, 1890
- Calau-de-mindanau, Penelopides affinis Tweeddale, 1877
- Calau-de-samar, Penelopides samarensis Steere, 1890
- Calau-das-vissaias, Penelopides panini (Boddaert, 1783)